# Kaoma (Zâmbia)
Kaoma é uma cidade e um distrito da Zâmbia, localizados na província Ocidental.